# Fyrdung
Fyrdung var ett svenskt Metal vars texter innehåller nationalistiska budskap. Bandet bildades 1999 i Stockholm av bandmedlemmar från Division S, Vit aggression och Svastika. Bandets debutalbum var Vedergällning.
Bandet var från begynnelsen ett projekt bestående av flera deltagare, men bestod på de sista skivorna Revolution och Hyperborea av enbart en person som stod för trakterandet av samtliga instrument. "Fyrdung" är ett saxiskt ord med den ungefärliga innebörden "Folkättens beskydd", i huvudsak syftande på Heinrich Himmlers svarta orden. Ordet Fyrdung har också innebörden "ett lands hela militärmakt bestående av alla män som kan hantera vapen".

## Medlemmar
Senaste medlemmar
- Leif (Leif Olsen) – gitarr, sång

Tidigare medlemmar
- Frostgrim – basgitarr
- Nicke-Erik – trummor
- Jonas Holmström – trummor
- Tore – trummor, sång
- Krister – gitarr
- Biten – gitarr
- Niklas – gitarr
- Oscar – gitarr, trummor

## Diskografi
Studioalbum
- Vedergällning (2001, Nordiska förlaget)
- Ragnarök (2003, Nordiska förlaget)
- Revolution (2005, Nordiska förlaget)
- Hyperborea (2007, Nordiska förlaget)

Annat
- Budkavlen (delad album med Tors Vrede) (2005, Nordvind Records)

## Kontrovers kring Sverigedemokraterna
Våren 2009 sände Sveriges radios program Kaliber en uppmärksammad granskningsserie av Sverigedemokraterna där det visade sig att styrelsen för Sverigedemokraternas ungdomsförbund SDU hade lyssnat på Fyrdung. Detta ledde till en debatt angående Fyrdungs inblandning i Vit makt-rörelsen och den Nationella rörelsen.